# 舍普夫林·捷尔吉
舍普夫林·捷尔吉（匈牙利語：Schöpflin György；1939年11月24日—2021年11月19日），匈牙利政治家，曾擔任歐洲議會匈牙利選區的議員。 他是歐洲人民黨以及青年民主主義者聯盟－匈牙利公民聯盟的成員。
他是歐洲議會外交事務委員會的成員，同時也是是憲法事務委員會的替補成員，除此之外還是歐洲歷史和解小組的成員。

## 生平
舍普夫林于1950年至2004年居住在英国，在苏格兰获得中学教育证书，1960年获得硕士学位，1962年在格拉斯哥大学获得法学学士学位，在1963年获得欧洲学院的欧洲研究高级证书（布鲁日）。
他于1963-67年在伦敦皇家国际事务研究所工作，随后在BBC工作，直到1976年。 之后他回到伦敦经济学院，成为东欧研究的讲师，共同主持了著名的共产主义政治和社会研讨会。后来进入伦敦大学斯拉夫东欧研究学院（今为伦敦大学学院的一部分），于1998年成为让·莫内政治学教授。 2004年被选为欧洲议会议员，辞去伦敦大学学院教职。他在博洛尼亚大学弗利分校任教至2011年。
他于2009年和2014年被重新选举欧洲议会议员，并担任外交事务委员会（AFET）成员，是宪法事务委员会（AFCO）2014-2019成员，在此期间他是欧洲人民党协调员。他于2019年从欧洲议会退休。
他是iASK Kőszeg高级研究所的高级研究员。2010年3月，他被塔林大学授予荣誉博士学位。2013年10月，他被布达佩斯考文纽斯大学授予荣誉博士学位。2019年获得塔林大学博士学位（优等生）。2019年8月，被授予带有匈牙利共和国之星的指挥官十字勋章。